# Ганс Віктор фон Унру
Ганс Віктор фон Унру (нім. Hans Victor von Unruh; нар. 28 березня 1806 Тільзіт, Східна Пруссія — пом. 4 лютого 1886 Дессау, Ангальт, Німецька імперія) — німецький державний діяч і політик, голова прусських Національних зборів, член Рейхстагу.

## Біографія
Ганс Віктор фон Унру походив з франконського дворянського роду, народився у родині прусського генерал-майора Фрідріха Вільгельма фон Унру (1766—1835) і баронеси Кароліни фон Бутлар (1776—1858). Навчався у Кенігсберзькому університеті, після закінчення навчання працював геодезистом у Генеральному управлінні з регулювання відносин між поміщиками і селянами. Потім навчався у Берлінській академії мистецтв. В 1828 році складав іспит у Карла Фрідріха Шинкеля. У Бреслау Унру працював інспектором гідравлічного машинобудування. В 1839 році був призначений державним архітектором у Гумбіннене, звідки був переведений на власне прохання до Потсдаму. В 1844 році очолював будівництво залізниці Магдебург — Потсдам.

### Політична кар'єра
У Магдебурзі, де він був членом ради з будівництва залізниці, був обраний після революції 1848 року в Установчі збори (нім. Preußischer Landtag), де виступав за конституційну модель держави англійської типу і був кандидатом від помірних лібералів. Виступав противником Фрідріха Пакса — кандидата від лівих лібералів. У жовтні 1848 року був обраний головою Установчих зборів, цю посаду він обіймав до розпуску зборів у грудні 1852 року. Не пішовши за зборами в Бранденбург, Унру в 1849 році був обраний у другу палату, де приєднався до опозиції, але скоро внаслідок видання нового закону про вибори пішов з політичної арени. Оселившись в Дессау, він заснував Континентальне газове товариство, а в 1857 році став директором Товариства з виготовлення залізничних приладів в Берліні. Крім того, в різних містах (Менхенгладбах, Магдебург, Львів) створював міські газові заводи. У Магдебурзі також консультував з питання будівництва гідровузла.
Унру був одним із засновників у 1859 році Німецького національного союзу, а в 1861 виступив співзасновником Німецької прогресивної партії, першим головою якої був з 1861 по 1863 роки. В 1863 році він був обраний до палати депутатів від Магдебурга. Там він, як і багато його товаришів по партії, дотримувався політики прем'єр-міністра Отто фон Бісмарка. Після розпаду партії в 1867 році Унри разом з Рудольфом фон Беннигсеном створює Націонал-ліберальну партію. З 1867 по 1879 роки політик засідає в північнонімецькому парламенті і Рейхстазі. 1879 року як віце-президент утворив у Рейхстазі особливий відділ, який існуює там і нині.
Унру помер 4 лютого 1886 року в Дессау.

## Пам'ять
В 1876 році отримав звання почесного громадянина міста Магдебурга, а в 1880 році аналогічний титул у місті Дессау. У Магдебурзі одна вулиця, названа його ім'ям, а в місті Дессау вулиця імені Унру (Унруштрассе) знаходиться в історичному газовому районі, де зараз розташовується штаб-квартира Федерального агентства з охорони навколишнього середовища.